# Notopygos horsti
Notopygos horsti är en ringmaskart som beskrevs av Monro 1924. Notopygos horsti ingår i släktet Notopygos och familjen Amphinomidae. Inga underarter finns listade i Catalogue of Life.